# Байкальский антропологический тип

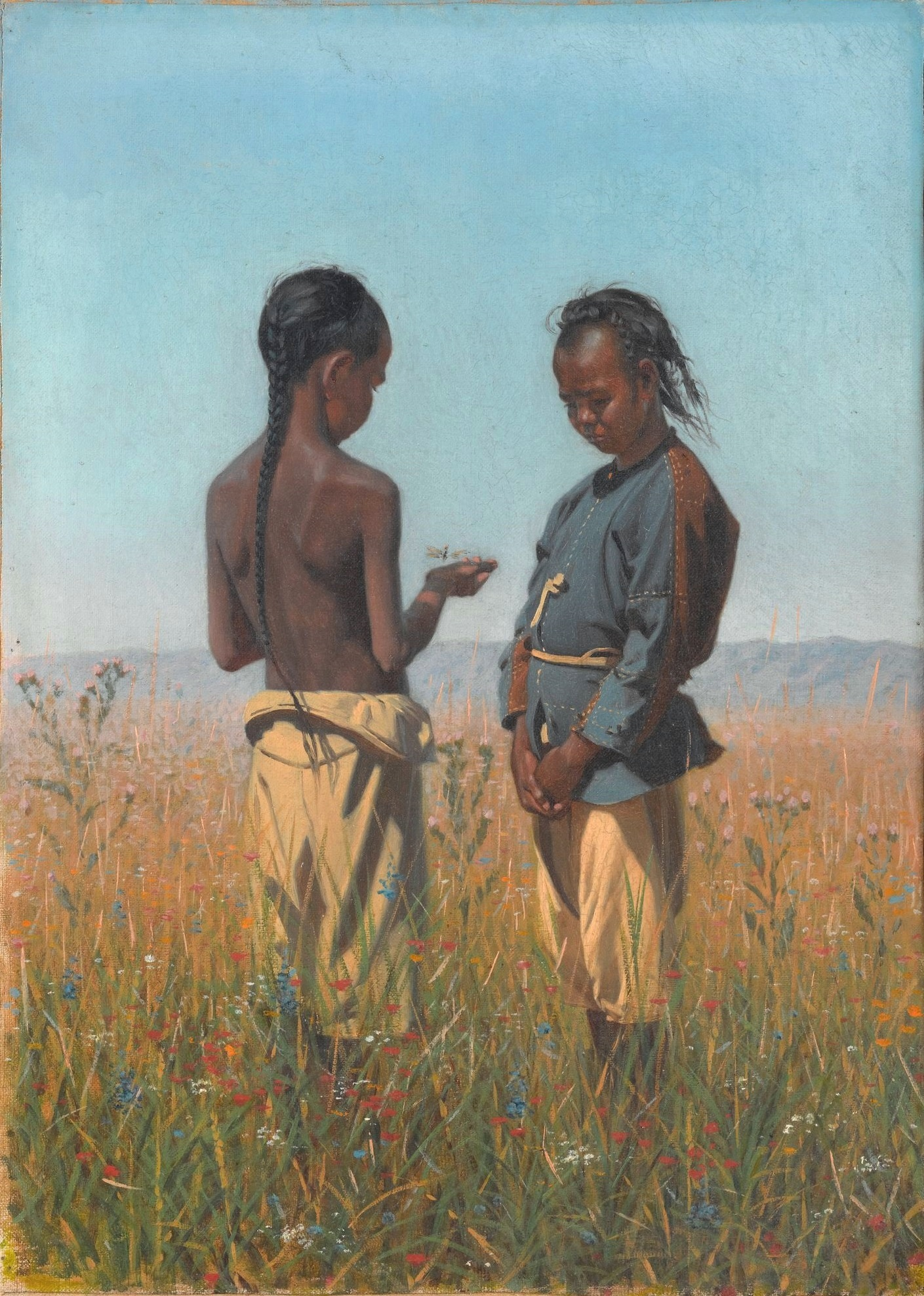
Дети племени солонов, Василий Верещагин между 1869 и 1870, Государственная Третьяковская галерея

Байкальский антропологический тип (байкальская раса, таёжная раса) — один из двух основных вариантов североазиатской монголоидной расы (наряду с центральноазиатским вариантом). Распространён в Восточной и отчасти в Южной Сибири главным образом среди эвенков.
В классификации Г. Ф. Дебеца байкальский тип рассматривается как малая раса. Вместе с центральноазиатской расой и амуросахалинским антропологическим типом байкальская раса включается в состав сибирской расовой подветви азиатской ветви большой монголоидной расы. В указанной классификации байкальская раса подразделяется на собственно байкальский и катангский антропологические типы. В. В. Бунак выделял в ареале байкальского типа две близких друг другу малых расы — самодийскую (нганасаны) и таёжную (эвенкийскую). Обе эти расы включены в состав сибирской ветви восточного расового ствола. Фактически по охвату ареала и характеристике таёжная раса, выделяемая в классификации В. В. Бунака, почти полностью соответствует байкальскому антропологическому типу.
Для представителей байкальского типа характерны такие антропологические признаки, как:
- очень светлая кожа;
- прямые волосы, но не такие жёсткие, как у представителей центральноазиатского типа, пигментация волос при этом не только чёрная, но и смешанных оттенков;
- распространение наряду с тёмным цветом более светлых оттенков радужки глаз;
- очень слабый рост бороды, усов и волос на теле вплоть до полного их отсутствия;
- очень слабо выступающий нос с плоским переносьем, нередко вогнутая спинка носа;
- тонкие губы;
- заметно выступающие вперёд скулы;
- более высокая частота распространения эпикантуса в сравнении с центральноазиатским типом;
- высокое, широкое и крайне уплощённое лицо;
- ортогнатизм;
- низкий свод черепа;
- рост ниже среднего;
- коренастое телосложение.

По сравнению с центральноазиатским антропологическим типом байкальский тип характеризуется несколько большей частотой распространения эпикантуса, более мягкими и менее тёмными волосами (иногда тёмнорусыми), более светлой кожей, менее развитым третичным волосяным покровом на лице и теле, меньшим выступанием носа и сильнее развитыми скулами.
Такие из указанных признаков, как более светлые оттенки кожи, бо́льшая частота распространения мягких волос и смешанных по цвету глаз, указывают, по всей видимости, на присутствие у байкальских монголоидов европеоидной примеси.
В строении лица представителей байкальского типа монголоидные признаки выражены наиболее ярко, а в пигментации кожи, глаз и волос, а также в форме волос признаки байкальских популяций наиболее удалены от типично монголоидных. В частности, цвет кожи у некоторых байкальских групп может быть самым светлым в мире, светлее, чем у северных европеоидов.
В пределах популяций байкальского типа выделяется катангский вариант, или подтип, распространённый в некоторых регионах Южной Сибири среди восточных тувинцев, тофаларов и западных эвенков. Основной характерной чертой катангского варианта является очень низкое лицо, по этому признаку катангские популяции отличаются не только от североазиатской расы, но и от всех прочих монголоидов. Остальные антропологические признаки катангского варианта не намного отличаются от типичных североазиатских признаков.
Представители байкальского типа североазиатской расы стали одним из основных компонентов при формировании метисной уральской расы. Данная раса сложилась на севере Евразии в процессе происходивших в древности частых миграций монголоидов и европеоидов (по другим гипотезам в формировании уральской расы участвовали ещё и автохтонные популяции особого расового типа сравнительно древнего происхождения, на которых накладывались волны переселений монголоидов и европеоидов).